# León I (abad)
León de Lucca (Lucca, Toscana, c. ? - Cava de' Tirreni, 1079) fue un obispo y abad benedictino italiano. Es recordado como abad segundo de la Abadía de Cava y es venerado como santo por la Iglesia Católica

## Veneración
Su cuerpo fue llevado a un altar de la abadía en 1911. Los cuatro primeros abades de Cava fueron reconocidos como santos el 21 de diciembre de 1893 por León XIII: son los santos Alferio, fundador y primer abad (1050); León I (1050-79); Pedro y Constable.